# Avon (Minnesota)
Avon é uma cidade localizada no estado americano de Minnesota, no Condado de Stearns.

## Demografia
Segundo o censo americano de 2000, a sua população era de 1242 habitantes.
Em 2006, foi estimada uma população de 1279, um aumento de 37 (3.0%).

## Geografia
De acordo com o United States Census Bureau tem uma área de
2,7 km², dos quais 2,7 km² cobertos por terra e 0,0 km² cobertos por água. Avon localiza-se a aproximadamente 345 m acima do nível do mar.

## Localidades na vizinhança
O diagrama seguinte representa as localidades num raio de 20 km ao redor de Avon.